# 下海墘厝
下海墘厝，是臺灣彰化縣大城鄉的一個傳統地域名稱，位於該鄉西南部。相較於今日行政區，其範圍大致包括臺西村不含最東端北半部及下海墘聚落北郊地帶、西港村西南端。

## 歷史
台灣清治末期至日治初期，下海墘厝地區為一街庄，稱為「下海墘厝庄」，隸屬於深耕堡。該庄西北及西臨台灣海峽，北與西港庄、頂海墘厝庄、公館庄為鄰，東與下牛稠庄為鄰，南邊隔濁水溪與雷厝庄、橋頭庄、許厝藔庄為界。。
1901年（日治明治三十四年）11月，全台廢縣廳改設二十廳，該庄隸屬於彰化廳。1903年（明治三十六年）6月，該庄編入「大城厝區」，隸屬於彰化廳。1909年（明治四十二年）10月，合併二十廳為十二廳，大城厝區改隸屬於臺中廳。1920年（大正九年），廢廳、支廳、區、街庄（舊制）改設州、郡、街庄（新制）、大字，該庄改制為「下海墘厝」大字，隸屬於臺中州北斗郡大城庄。
戰後大城庄改制為大城鄉，隸屬於臺中縣，大字亦改制為村。1950年10月，中、彰、投分治，大城鄉改隸屬彰化縣。

## 聚落
本地區發展較早的聚落為下海墘厝、街仔、竹藔等，在日治期初期的官方地圖上已有記載。

## 交通
省道台61線又稱「西部濱海快速公路」，是新北市八里至臺南市安南的快速公路，但尚未完全通車，大致以北北東—南南西走向經過下海墘厝地區東南部。該道路在本地區屬高架路段，境內未設交流道，北側最近的是縣道152號交會處的大城交流道，南側最近的是雲林縣境內的橋頭交流道。由此等可快速前往台灣西部海岸各地。
省道台17線又稱「西部濱海公路」，是清水甲南至枋寮水底寮的幹道，在本地區路段為省道台61線的兩側平面道路。由該道路向北北東轉北北西獨行後再轉北北東可前往芳苑、福興、鹿港、線西等地，向南南西過濁水溪西濱大橋後轉西南分岔獨行再轉南南西可前往麥寮、台西、四湖、口湖等地。
鄉道彰161線（東西路）是王厝寮至街子的道路，其南側端點位於本地區東南半葉北部街仔聚落東郊的鄉道162號路口。由此向北北東出境後，可前往頂海墘厝、頂海墘厝與公館交界地帶、公館西北半葉的北部東側並止於縣道152號路口。
鄉道彰162線（大城南段海堤道路、下海墘排水西岸道路、下海墘排水南岸道路、許厝巷、北頭巷）是海邊至下牛稠的道路，其西側端點位於下海墘聚落西北側的海堤上道路西側路口，由此向東南轉南南東沿海堤上道路而行，至東側路口下坡至平地續行，至下海堤排水南岸路口轉東南東，經鄉道彰163-1線終點路口後轉南再繞彎道轉東南東，至鄉道彰163線路口轉南微西與其共線並進入下海墘厝聚落，至顯榮宮旁轉南南東獨行後轉南再轉東南東出聚落，經街子聚落、鄉道彰161線終點路口、省道台61線高架橋下及其兩側的省道台17線路口後續行，出境後可前往下牛稠並止於鄉道彰159線路口。
鄉道彰163線（中央路）是西港至下海墘厝的道路，其南側端點位於下海墘厝聚落南側的下海墘堤防道路路口。由此向北北東進入聚落蜿蜒而行，至鄉道彰162線右側路口後與其共線，至鄉道彰162線左側路口轉東獨行後再轉東北，出境後可前往頂海墘厝、西港並止於其北側的省道台17線路口。
鄉道彰163-1線是西港至下海墘厝的另一條道路，其南側端點位於下海墘厝聚落北郊鄉道彰162線路口。由此向北北東可前往頂海墘厝西部、西港並止於其北側的鄉道163線路口。
鄉道彰165線（北六路）是吳厝寮至四股的道路，其南側端點位於本地區東南半葉的東部邊界地帶中央偏北的海墘堤防道路路口。由此向北北東行，經鄉道彰162線右側路口後與其共線一小段路，再經鄉道彰162線左側路口後獨行，經四股尾聚落西側後出境，可前往公館東部、山寮並止於縣道152號路口。